# District de Higashimuro
Le district de Higashimuro (東牟婁郡, Higashimuro-gun) est un district de la préfecture de Wakayama, au Japon.

## Géographie

### Démographie
Au 1er décembre 2014, la population du district de Higashimuro était de 39 163 habitants répartis sur une superficie de 667,94 km2.

### Municipalités du district
Le district de Higashimuro comprend quatre bourgs : Kushimoto, Kozagawa, Nachikatsuura et Taiji, et un village, Kitayama.